# Stary Folwark (gromada)
Stary Folwark – dawna gromada, czyli najmniejsza jednostka podziału terytorialnego Polskiej Rzeczypospolitej Ludowej w latach 1954–1972.
Gromady, z gromadzkimi radami narodowymi (GRN) jako organami władzy najniższego stopnia na wsi, funkcjonowały od reformy reorganizującej administrację wiejską przeprowadzonej jesienią 1954 do momentu ich zniesienia z dniem 1 stycznia 1973, tym samym wypierając organizację gminną w latach 1954–1972.
Gromadę Stary Folwark z siedzibą GRN w Starym Folwarku utworzono – jako jedną z 8759 gromad – w powiecie suwalskim w woj. białostockim, na mocy uchwały nr 23/V WRN w Białymstoku z dnia 4 października 1954. W skład jednostki weszły obszary dotychczasowych gromad Burdeniszki, Cimochowizna, Czerwony Folwark, Magdalenowo, Leszczewek, Leszczewo, Piertanie, Ryżówka, Remienkin i Tartak oraz miejscowość Żubrówka Stara z dotychczasowej gromady Żubrówka ze zniesionej gminy Huta w tymże powiecie. Dla gromady ustalono 11 członków gromadzkiej rady narodowej.
31 grudnia 1959 do gromady Stary Folwark przyłączono wsie Królówek, Piotrowa Dąbrowa, Wysoka Góra i Żubranajcie oraz obszar lasów państwowych N-ctwa Wigry obejmujący oddziały 106—112 ze zniesionej gromady Jegliniec.
1 stycznia 1969 do gromady Stary Folwark przyłączono wsie Mała Huta, Nowa Wieś i Okunowiec ze zniesionej gromady Nowa Wieś.
Gromada przetrwała do końca 1972 roku, czyli do kolejnej reformy gminnej. Z dniem 1 stycznia 1973 roku utworzono gminę Stary Folwark.